# Meester van de Dood van Absalom

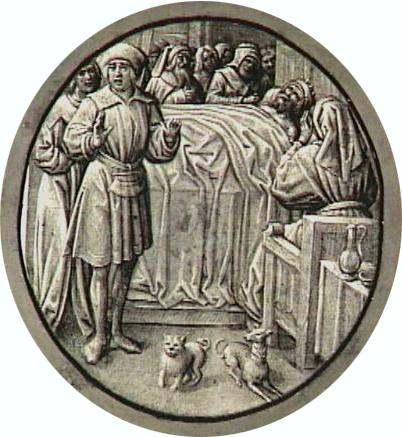
Sterfbed van een koning. Ca. 1500-1510. Wenen, Österreichische Nationalbibliothek.

De Meester van de Dood van Absalom, ook Meester van Absalom genoemd, was een Nederlands tekenaar, die actief was in de eerste helft van de 16e eeuw, vermoedelijk in Haarlem.
Aan de Meester van de Dood van Absalom worden enkele vroeg-Nederlandse tekeningen toegeschreven, waaronder voorstellingen van groteske monsters en ontwerpen voor cirkelvormige gebrandschilderde glazen. Zijn monster-voorstellingen doen sterk denken aan die van Jheronimus Bosch. De werken van de Meester van de Dood van Absalom onderscheiden zich echter in hun stijl, die meer aansluit bij de Renaissance dan bij de vroeg-Nederlandse kunst.
Werk van de Meester van de Dood van Absalom bevindt zich in de collecties van het Rijksmuseum Amsterdam, het Kupferstichkabinett Dresden, het British Museum in Londen, de Pierpont Morgan Library in New York, de Österreichische Nationalbibliothek in Wenen en het Prentenkabinet van de Universiteit Leiden.